# レッドテグー
レッドテグー (学名：Salvator rufescens)は、テグートカゲ科に分類される大型のトカゲの一種。

## 分布
アルゼンチン西部、パラグアイ、ボリビア

## 形態
最大頭胴長61.4センチメートル。

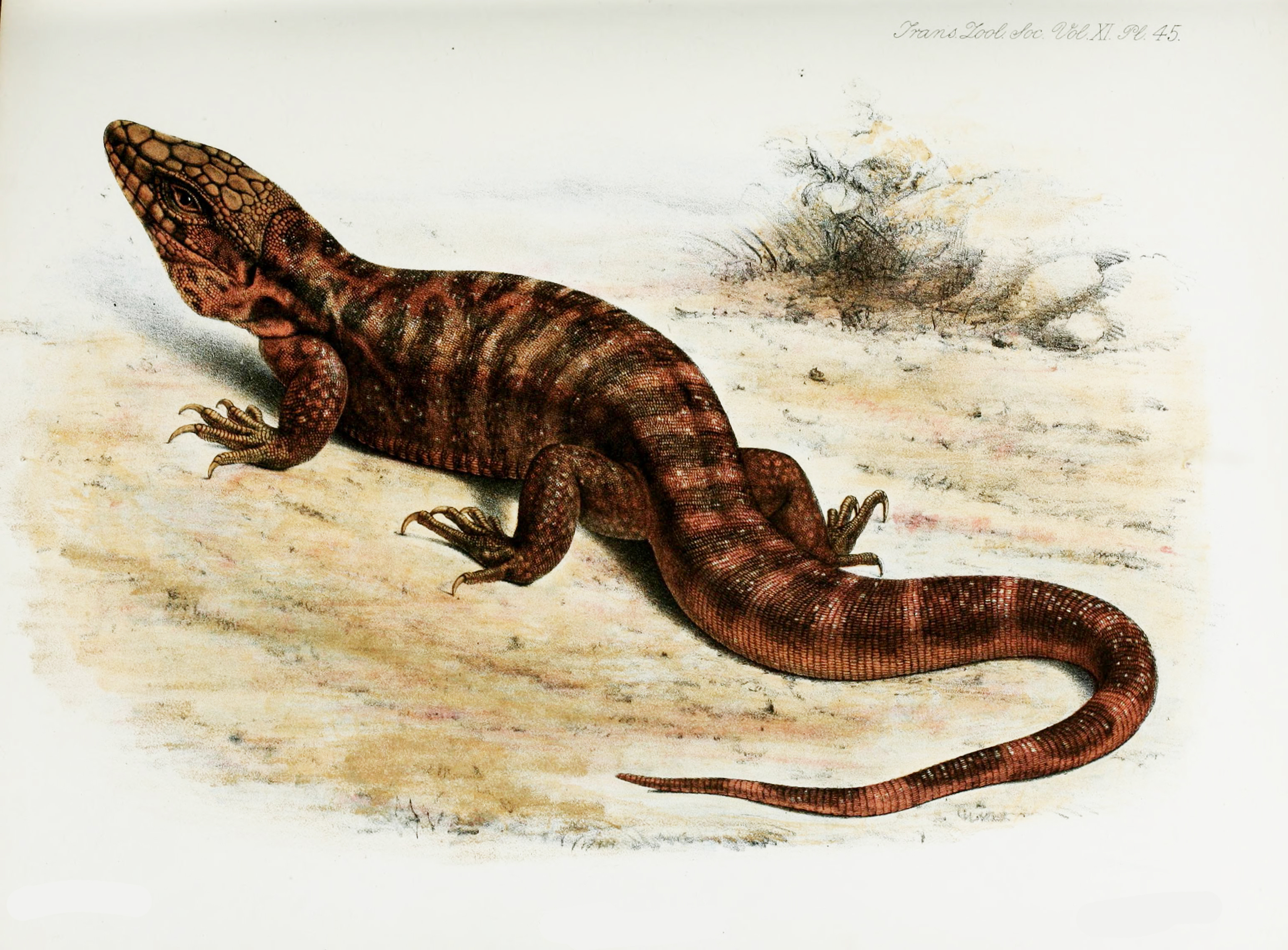

種小名rufescensは、ラテン語で「赤くなる」の意。
体長は、成長したメスの場合105cmに達する。オスはさらにずっと大きく140cmにもなり、顎が大きく発達する。
孵化したての時には、赤くない。通常は茶色がかった緑色で黒い横縞と切れ切れの白い縦縞を持つ。成熟すると赤色に変わり、オスは通常メスよりも明るい色である。

## 生態
非常に早く成長し、通常2、3年で成体になる。良く餌を食べる若い個体は、1週間に1インチ以上成長することも珍しくない。
非常に柔軟な食性を持つ。野生の個体は、果物、野菜、昆虫、齧歯類、鳥、魚等の様々な植物や動物を食べる。飼育下の個体は、より餌を選り好むことがある。特に若い個体は主に肉を好む。